# Brånasmeden
Brånasmeden var klockargossen, bonden, smeden, skalden Johannes Olsson, född den 22 oktober 1818 i Järns socken, Dalsland, död där den 22 maj 1886. Han fick smeknamnet eftersom han var smed (dessutom urmakare) från byn Bråna.
Olsson är känd för flera hundra dikter på dalslandsdialekt. Enligt hans önskan samlades och utgavs dikterna av Olof Fryxell 1892-1896. Bröderna Gustav och Johan Bergman sammanställde 1908 ett urval: Bråna-smedens dikter. Många av dikterna har tonsatts av Mellerudstrubaduren Stellan Johansson, ättling i rakt nedstigande led till Johannes Olsson.